# NGC 4819
NGC 4819 é uma galáxia espiral barrada (SBa) localizada na direcção da constelação de Coma Berenices. Possui uma declinação de +26° 59' 13" e uma ascensão recta de 12 horas, 56 minutos e 28,0 segundos.
A galáxia NGC 4819 foi descoberta em 6 de Abril de 1785 por William Herschel.